# جائزة الاستحقاق من اتحاد لاعبي كرة القدم المحترفين
جائزة الاستحقاق من اتحاد لاعبي كرة القدم المحترفين (تسمى ببساطة جائزة الاستحقاق) هي جائزة مقدمة من رابطة اللاعبين المحترفين.
مُنحت الجائزة لأول مرة في عام 1974، وفاز بها (بالمناصفة) بوبي تشارلتون وكليف لويد. الفائز الأخير بالجائزة هو ماركوس راشفورد.

## قائمة الفائزون

### عقد 1970
| العام | الفائزون                      | الملاحظات                             |
| ----- | ----------------------------- | ------------------------------------- |
| 1974  | الفارس بوبي تشارلتون CBE، OBE | أول الفائزين بالجائزة                 |
| 1974  | كليف لويد                     | أول الفائزين بالجائزة                 |
| 1975  | دينيس لو CBE                  | الفائز الأول بالجائزة من خارج إنجلترا |
| 1976  | جورج إيستام OBE               |                                       |
| 1977  | جاك تايلور OBE                | أول فائز بالجائزة بعد وفاته           |
| 1978  | بيل شانكلي OBE                |                                       |
| 1979  | الفارس توم فيني OBE           |                                       |

### عقد 1980
| العام | الفائزون                          | الملاحظات |
| ----- | --------------------------------- | --------- |
| 1980  | الفارس مات بسبي OBE               |           |
| 1981  | جون ترولوب MBE                    |           |
| 1982  | جو ميرسر OBE                      |           |
| 1983  | بوب بيزلي OBE                     |           |
| 1984  | Bill Nicholson OBE                |           |
| 1985  | رون غرينوود CBE                   |           |
| 1986  | تشكيلة إنجلترا في كأس العالم 1966 |           |
| 1987  | الفارس ستانلي ماثيوس CBE          |           |
| 1988  | بيلي بوندز MBE                    |           |
| 1989  | نات لافتهوس OBE                   |           |

### عقد 1990
| العام | الفائزون                                  | الملاحظات                                                                                                   |
| ----- | ----------------------------------------- | --- |
| 1990  | بيتر شيلتون OBE                           | |
| 1991  | تومي هاتشيسون                             | |
| 1992  | برايان كلوف OBE                           | |
| 1993  | تشكيلة مانشستر يونايتد في كأس أوروبا 1968 | شاي برينان و شاي برينان أول فوز بالمناصفة من خارج بريطانيا العظمى أول فوز بالمناصفة من خارج المملكة المتحدة |
| 1993  | أوزيبيو                                   | أول فوز بالمناصفة من خارج بريطانيا العظمى أول فوز بالمناصفة من خارج المملكة المتحدة                         |
| 1994  | بيلي بينغهام (لاعب كرة قدم) MBE           | |
| 1995  | غوردون ستراكان OBE                        | |
| 1996  | بيليه                                     | الفائز الأول بالجائزة من خارج أوروبا                                                                        |
| 1997  | بيتر بيردسلي MBE                          | |
| 1998  | ستيف أوجريزوفيتش                          | |
| 1999  | Tony Ford MBE                             | |

### عقد 2000
| العام | الفائزون                    | الملاحظات |
| ----- | --------------------------- | --------- |
| 2000  | غاري مابوت MBE              |           |
| 2001  | جيمي هيل OBE                |           |
| 2002  | نيال كوين                   |           |
| 2003  | الفارس بوبي روبسون CBE      |           |
| 2004  | داريو غرادي MBE             |           |
| 2005  | ميدالية شاكونيا شاكا هيسلوب |           |
| 2006  | جورج بست                    |           |
| 2007  | الفارس أليكس فيرغسون CBE    |           |
| 2008  | جيمي أرمفيلد OBE            |           |
| 2009  | John McDermott              |           |

### عقد 2010
| العام | الفائزون               | الملاحظات                   |
| ----- | ---------------------- | --------------------------- |
| 2010  | لوكاس راديبي           |                             |
| 2011  | هاوارد ويب             |                             |
| 2012  | غراهام ألكسندر         |                             |
| 2013  | مانشستر يونايتد فئة 92 |                             |
| 2014  | دونالد بيل VC          |                             |
| 2015  | ستيفن جيرارد MBE       |                             |
| 2015  | فرانك لامبارد OBE      |                             |
| 2016  | ريان غيغز OBE          |                             |
| 2017  | ديفيد بيكهام OBE       |                             |
| 2018  | سيريل ريجيس MBE        |                             |
| 2019  | ستيفاني هوتون MBE      | أول امرأة تحصل على الجائزة. |

### عقد 2020
| العام | الفائزون                                     | الملاحظات |
| ----- | -------------------------------------------- | --------- |
| 2020  | ماركوس راشفورد، رتبة الإمبراطورية البريطانية |           |

## توزيع الفائزين

### عدد الفوز حسب البلد
| البلد            | الفوز |
| ---------------- | ----- |
| إنجلترا          | 29    |
| إسكتلندا         | 8     |
| أيرلندا الشمالية | 2     |
| ترينيداد وتوباغو | 1     |
| إيطاليا          | 1     |
| جمهورية أيرلندا  | 1     |
| البرازيل         | 1     |
| البرتغال         | 1     |
| جنوب إفريقيا     | 1     |
| ويلز             | 1     |